# Ruellia domingensis
Ruellia domingensis är en akantusväxtart som beskrevs av Spreng. och Christian Gottfried Daniel Nees von Esenbeck. Ruellia domingensis ingår i släktet Ruellia och familjen akantusväxter. Inga underarter finns listade i Catalogue of Life.